# Traian Vuia (Timiș)
Traian Vuia (in passato Bujoru, in ungherese Bozsor) è un comune della Romania di 2074 abitanti, ubicato nel distretto di Timiș, nella regione storica del Banato. 
Il comune è formato dall'unione di 6 villaggi: Jupani, Săceni, Sudriaș, Surducu Mic, Susani, Traian Vuia.
Bujoru ha assunto l'attuale denominazione nel 1950, in onore dell'inventore Traian Vuia, che qui nacque nel 1872.